# 1337
- Wikisource

| Calendário gregoriano                                                        | 1337 MCCCXXXVII                                       |
| Ab urbe condita                                                              | 2090                                                  |
| Calendário arménio                                                           | 786 – 787                                             |
| Calendário bahá'í                                                            | -507 – -506                                           |
| Calendário budista                                                           | 1881                                                  |
| Calendário chinês                                                            | 4033 – 4034 Início a 1 de fevereiro (aproximadamente) |
| Calendário copta                                                             | 1053 – 1054                                           |
| Calendário etíope                                                            | 1329 – 1330                                           |
| Calendários hindus - Vikram Samvat - Calendário nacional indiano - Cáli Iuga | 1392 – 1393 1258 – 1259 4437 – 4438                   |
| Calendário Holoceno                                                          | 11337                                                 |
| Calendário islâmico                                                          | 737 – 738                                             |
| Calendário judaico                                                           | 5097 – 5098                                           |
| Calendário persa                                                             | 715 – 716                                             |
| Calendário rúnico                                                            | 1587                                                  |
| Calendário solar tailandês                                                   | 1880                                                  |

1337 (MCCCXXXVII, na numeração romana) foi um ano comum do século XIV do Calendário Juliano, da Era de Cristo, e a sua letra dominical foi E (52 semanas), teve início a uma quarta-feira e terminou também a uma quarta-feira.
No reino de Portugal estava em vigor a Era de César que já contava 1375 anos.
| Ano completo                        |
| ----------------------------------- |
| Ano comum com início à quarta-feira |

## Eventos
- A Guerra dos Cem Anos foi deflagrada quando o trono francês esteve carente de um herdeiro direto.

## Nascimentos
- Santa Catarina de Siena.
- Jean Froissart (m.1410).

## Mortes
- Giotto di Bondone, pintor italiano.
- João I de Bettencourt, foi Senhor das terras de Béthencourt, n. 1275.
- Mansa Muça, Imperador de Mali, na África.

## Por tema
- 1337 na religião